# Canal de Moçambic
El canal de Moçambic (en francès: Canal du Mozambique, en malgaix: Lakandranon'i Mozambika, en portuguès: Canal de Moçambique) és un braç de mar de l'oceà Índic que es troba entre l'illa de Madagascar i la costa de Moçambic. Té una amplada d'entre 450 i 850 km i el punt més estret és entre Angoche (Moçambic) i Tambohorano (Madagascar). La longitud (nord a sud) és d'uns 1700 km. La profunditat màxima és de 3.292 metres. Un corrent càlid, el corrent de Moçambic, flueix cap al Sud pel canal.

## Història

### Segona Guerra Mundial

#### Incidentde Graf Spee
El 15 de novembre de 1939, sota el comandament del capità Patrick (Paddy) Dove, el vaixell cisterna costaner britànic Africa Shell navegava pel canal de Moçambic en un pas de Quelimane a Lo

 navegant en llast. Durant el transcurs del matí, en un punt 10 milles nàutiques al sud-sud-oest des del far del cap de Zavora, va ser descoberta pel cuirassat alemany de butxaca Admiral Graf Spee, sota el comandament del capità Hans Langsdorff, i que es va embarcar en una incursió. Graf Spee va ordenar a l’Africa Shell que s'aturi per disparar un tret des de la proa.
Després d'haver aturat l’Africa Shell, un cutter amb un grup d'embarcament va ser enviat per Graf Spee i quan va pujar al vaixell cisterna, l'oficial encarregat es va dirigir al capità Dove en perfecte anglès amb la frase: Bon dia, capità. Ho sento; fortuna de guerra.
Després, es va ordenar que la tripulació del vaixell, marxés en els seus vaixells salvavides abans de buidar l’Africa Shell de tots els aliments, inclosa una petita quantitat de vi. La tripulació va rebre l'ordre de remar cap a la costa, però el capità Dove va ser fet presoner a bord del Graf Spee on se l'havia de mantenir captiu. El capità Dove es va indignar per la intercepció del seu vaixell i es va queixar personalment al capità Langsdorff, citant que l’Africa Shell es trobava dins de les aigües territorials portugueses i que l'acció era una clara violació del dret internacional.
Amb la tripulació de l’Africa Shell fent camí cap a la costa, i amb el capità Dove traslladat al Graf Spee, el grup d'embarcament va procedir a l'operació d'enfonsament del petrolier. Es van col·locar càrregues dins del vaixell i els seus temporitzadors es van establir, després de la qual cosa el grup es va tornar a embarcar en el llançament del motor i va tornar al Graf Spee. Amb tot el personal segur a bord del Graf Spee, Langsdorff i la seva tripulació van observar la detonació de les càrregues que van fer volar dos forats a la popa de l'Africa Shell. Després d'això, Graf Spee va obrir foc utilitzant part del seu armament secundari de 15 cm, enfonsant l’Africa Shell.

#### Batalla de Madagascar
El canal de Moçambic va ser un punt d'enfrontament a la Segona Guerra Mundial durant la batalla de Madagascar.

## Geografia
El canal de Moçambic té la particularitat de ser un espai marítim incorporat a un oceà, i no un mar fronterer diferenciat. Tot i que té els seus propis límits, constitueix una divisió de l'oceà Índic sense ser un mar fronterer com el golf de Bengala per exemple. Aquest cas és únic a la Publicació Especial 23 de l'Organització Hidrogràfica Internacional que enumera els límits dels oceans i els mars.

### Extensió
L'Organització Hidrogràfica Internacional (OHI) defineix els límits del canal de Moçambic de la següent manera:
Al nord. Una línia des de l'estuari del riu Rovuma (10° 28′ S, 40° 26′ E / 10.467°S,40.433°E) fins a Ras Habu, el punt més septentrional de la Grande Comore, la més septentrional de les illes Comores, fins al Cap d'Ambre, a l'extrem nord de Madagascar (11° 57′ S, 49° 17′ E / 11.950°S,49.283°E)
A l'est. La costa oest de Madagascar.
Al sud. Una línia des del Cap Sainte-Marie, l'extrem sud de Madagascar, fins a Ponto do Ouro, a la part continental (26° 53′ S, 32° 56′ E / 26.883°S,32.933°E).
A l'oest. La costa del sud d'Àfrica.
Tot i ser definit per l'OHI com la costa sud-africana, el límit occidental del canal es defineix més correctament com la costa del sud d'Àfrica o, més concretament, de Moçambic.

## Illes al canal
- Comores
  - Grande Comore (Gran Comora)
  - Mohéli
  - Anjouan
- França
  - Departament d'ultramar de Mayotte
  - Illes de les Illes Esparses de l'Oceà Índic:
    - Illes Glorioses
    - Juan de Nova
    - Illa Europa
    - Bassas da India
- Madagascar
  - Arxipèlag de les Primeiras e Segundas

## Medi ambient
El canal de Moçambic acull un gran nombre d'espècies i sembla que algunes d'elles l'utilitzen com a corredor biològic. Aquí és on es va demostrar per primera vegada que les aus marines depredadores (Pacific Frigatebird en aquest cas) es van moure seguint estructures anomenades estructures lagrangianes coherents o LCS per a estructures coherents lagrangianes). Segueixen crestes FSLE (Finite-Size Lyapunov Exponent) per localitzar els moviments dels seus recursos alimentaris (els propis pescadors han utilitzat durant molt de temps la posició de determinades aus per localitzar certs bancs de peixos).

## Economia
Per aquest canal transiten una gran part dels petrolers que exporten petroli des de l'Orient Mitjà cap a Europa i Amèrica.
La perforació de petroli està en marxa en aquesta regió que podria ser explotable offshore.